# Pierre Laffillé

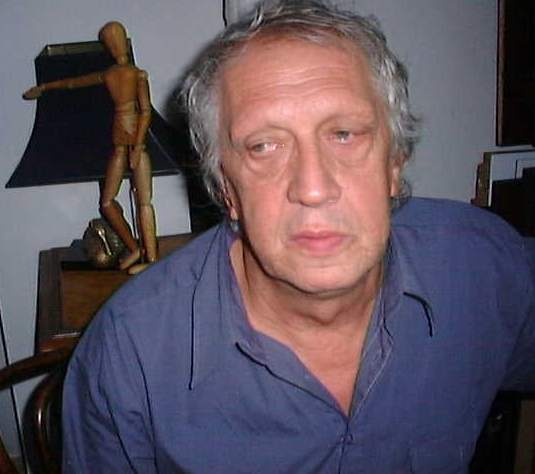

Pierre Laffillé (1 de junio de 1938, Envermeu  - 4 de junio de 2011, Bastia) es un pintor francés.
Laffillé estudió arte en el École Nationale Supérieure des Beaux-Arts (Escuela Nacional de Bellas Artes).

## Galería

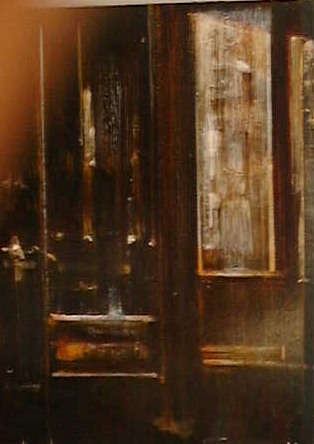
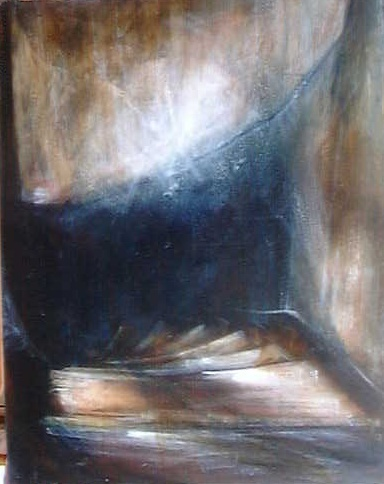
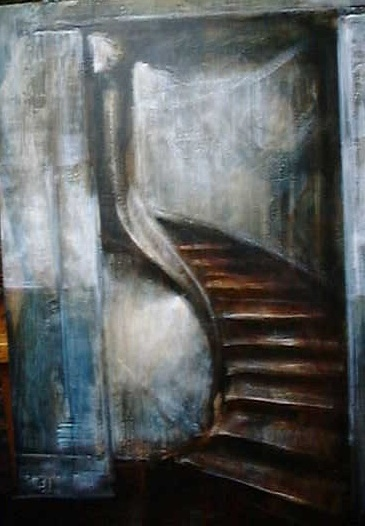
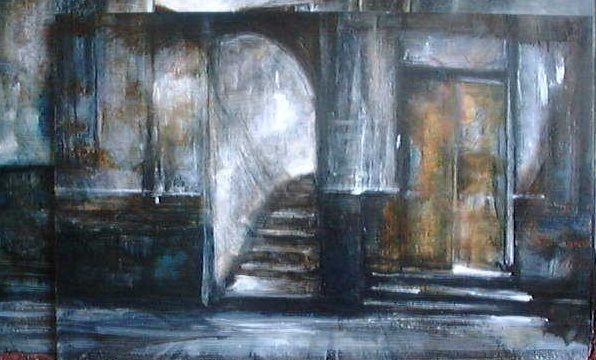
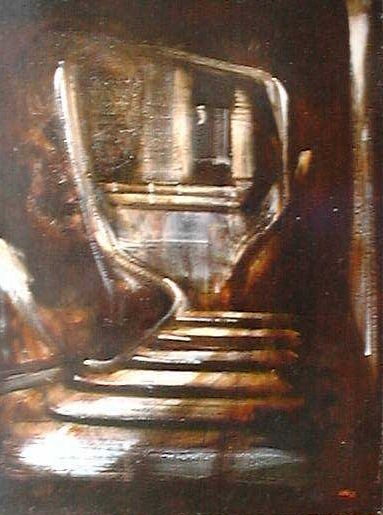

- Datos: Q2749600
- Multimedia: Pierre Laffillé / Q2749600